# Nelson Épée
Pas d'image ? Cliquez ici

a Compétitions nationales et continentales officielles uniquement.

b Matchs officiels uniquement.
Dernière mise à jour le 4 juin 2022.
Nelson Épée, né le 20 février 2001 à Toulouse, est un joueur français de rugby à XV, international à sept. Il évolue actuellement au poste d'ailier au Stade toulousain.
Il remporte le Championnat de France en 2025 avec le Stade toulousain.
En rugby à sept, il est champion olympique en 2024. 

## Biographie

### Jeunesse et formation
Né à Toulouse, Nelson Épée possède des origines camerounaises. Il grandit à Saverdun dans l'Ariège, où il commence à jouer au rugby, dans le club amateur local, l'UA Saverdun,.
Passé par le pôle espoirs de Toulouse et la sélection Midi-Pyrénées, Nelson Épée rejoint le centre de formation du Stade toulousain en cadets,,.
Il s'illustre d'abord avec le club toulousain en espoirs — où il remporte le titre national en 2021, — et à l'occasion des divers évènements du Supersevens en 2020, puis en 2021, notamment lors de l'étape à domicile, où il marque un doublé d'entrée lors de la victoire contre le Stade français, avant de terminer 3e du tournoi,.

### Carrière en club
Nelson Épée joue son premier match de Top 14 avec Toulouse le 11 février 2022, étant titularisé par Ugo Mola pour la rencontre de la 13e journée en retard contre le Stade français,. Ce match abouti à une victoire des Parisiens dans les arrêts de jeu, sur une pénalité de Joris Segonds, alors que les champions de France en titre sont dans le creux de la vague, enchaînant les défaites en championnat,. Dans une rencontre plutôt cadenassée, le jeune Épée n'a pas particulièrement l'occasion de s'illustrer offensivement, sans toutefois démériter en défense et sur ses rares courses ballon en main,,.

### Carrière en sélection
Nelson Épée connaît toutes les sélections de jeunes françaises, des moins de 16 aux moins de 20 ans. Jouant contre l'Italie avec les moins de 16 en 2017, il prend part au Championnat d'Europe des moins de 18 ans l'année suivante : marqueur du seul essai des siens lors de la défaite en préparation contre l'Italie, il marque encore en quart de finale contre la Roumanie, dans une compétition que les Bleus perdront finalement 8-3 en finale contre la Géorgie.
Déjà convoqué avec l'équipe de France de rugby à sept des moins de 18 ans à l'été 2019 pour le championnat européen (en), il intègre ensuite la sélection senior dès l'automne 2019, prenant part à l'Oktoberfest Sevens (en),.
En février 2020, il joue avec les moins de 20 ans développement lors d'une double confrontation victorieuse face à la Géorgie,, alors que le Tournoi est lui suspendu à cause de la pandémie de Covid-19 en Europe.
En 2021, il devient finalement international avec l'équipe de France des moins de 20 ans, prenant part au Tournoi des Six Nations retardé à l'été 2021,. Le jeune Épée y est particulièrement en vue, marquant un total de 4 essais — dont un triplé contre l'Angleterre —, malgré une deuxième place jugée décevante lors de ce tournoi qui a lieu au pays de Galles, dans une période marquée par la pandémie de Covid, ayant conduit à l'annulation de plusieurs matchs et tournois mondiaux.
De retour dans l'équipe de France à sept à l'automne 2021, à l'aune de la reprise du circuit mondial, il fait partie des attractions majeures d'une sélection française qui joue les premières places lors des doubles étapes de Dubaï et d'Espagne, accumulant les essais spectaculaire, et totalisant une moyenne d'un essai par match après le tournoi de Séville,,,,,,,.

## Style de jeu
Ailier qui mise beaucoup sur ses capacités athlétiques, Nelson Épée est très tôt comparé à celui qui est alors la star de son club formateur : Cheslin Kolbe. Joueur de taille modeste, passé par le rugby à sept, poussant la ressemblance jusqu'à son apparence et son casque, c'est surtout son profil rugbystique qui alimente les comparaisons, les deux joueurs misant tous les deux beaucoup sur leur vitesse et appuis pour éliminer l'adversaire,,. Le jeune ailier se voit même adoubé par le champion du monde lorsqu'il remporte le championnat espoirs en 2021,. En 2021, alors que Kolbe vient de quitter Toulouse, Épée cite également Maxime Médard parmi ses modèles, l'international français faisant encore partie des cadres du club d'Ernest-Wallon lors de cette saison,,.
Chronométré à 38,2 km/h lors d'un stage de l'équipe de France à sept,,,, il l'a également été en dessous des 5 s 80 sur le 50 m au Stade toulousain.

## Palmarès
- Stade toulousain
  - Vainqueur du Championnat de France espoirs en 2021
  - Vainqueur du Championnat de France en 2025[N 1]

- Équipe de France de rugby à sept
  -  Troisième du tournoi de Vancouver 2024
  -  Vainqueur du tournoi de Los Angeles 2024[37],[38]
  -  Vainqueur de la série mondiale 2023-2024 (tournoi de Madrid)[39]
  -  Champion olympique en 2024

## Décorations
Chevalier de la Légion d'honneur (décret du 23 septembre 2024)